# Sỹ Tiến
Nguyễn Xuân Kim thường được biết đến với nghệ danh Sỹ Tiến (1916 – 17 tháng 11 năm 1982) là nghệ sĩ, tác giả kịch bản, đạo diễn cải lương người Việt Nam, ông được coi là ông Tổ của cải lương miền Bắc. Cho đến nay ông là nghệ sĩ duy nhất của giới cải lương miền Bắc vinh dự được tặng giải thưởng danh giá bậc nhất Việt Nam - Giải thưởng Hồ Chí Minh vào năm 2012.

## Tiểu sử
Sỹ Tiến
Sỹ Tiến tên thật là Nguyễn Xuân Kim, ông nội là thầy lang vườn, cha bỏ nhà đi theo gánh xiếc. Ông vào nghề cải lương từ năm 8 tuổi, được đi lưu diễn kiếm tiền và làm công việc hậu đài. Buổi trưa nắng gắt, bà chủ gánh hát bắt ông phải mặc mũ mão cân đai, đi hia, ngồi xe dạo khắp thị xã Bắc Giang nhằm mục đích quảng cáo cho suất diễn tối. Sau đó, Sỹ Tiến rời Bắc Giang về lại Hà Nội rồi đi bộ đến Nam Định, nhập ban gánh vào Nghệ An, gặp lại anh ruột, nghệ sĩ Hoa Ngân, người sau này mất do một tai nạn nghề nghiệp. Ông xin phép anh sẽ theo đoàn Mụ Giám, có ông chủ gánh người Hoàng tộc, vào Huế. Khoảng thời gian sau đó, ông theo học thầy Tư Hợi - thầy tuồng của đoàn. Một hôm, sở cẩm bắt thầy Tư Hợi vì lý do đoàn diễn vở Ngũ hổ bình tây, bị quy là chống đối chính quyền Pháp. Mụ Giám theo kiện, xin xỏ mấy tuần nhưng không được, cuối cùng đoàn hát rã đám. Sỹ Tiến lại một mình cuốc bộ vượt đèo Hải Vân. Năm 14 tuổi, ông đã viết được những bài ca đầu tiên theo đúng niêm luật bài bản và năm 18 tuổi ông đã nổi tiếng ở sân khấu cả ba miền. Cuộc đời của Sỹ Tiến đã đi dọc khắp chiều dài đất nước qua vô số đoàn hát từ ban Đồng Ấu Sán Nhiên Đài, qua Quảng Lạc, rạp Ông Năm Bò, đoàn Ninh thọ, đến đoàn Phúc Thắng, đoàn Mụ Giám, đoàn Rạng Đông, tiếp tục với Huynh Đệ ban, Tân Hỉ ban, Nam Trung ban, rồi đến đoàn Hiệp Thành, Ngọc Hùng, Hồng Nhật, qua Quốc Hoa, Kim Khôi kịch đoàn, Lạc Xuân Đài, rồi đến với Tố Như, Anh Vũ, Tiên Điền.
Năm 1945, đánh dấu bước ngoặt trong cuộc đời Sỹ Tiến, ông và người em ruột, Sỹ Hùng, bí mật hoạt động Việt Minh. Có lần trong những đêm diễn ở rạp Hàng Bạc, có những cán bộ Việt Minh xuất hiện trên sân khấu để tuyền truyền đánh Pháp lúc vở diễn tạm nghỉ. Ông còn đảm nhận nhiệm vụ bán báo Đảng. Sau khi Cách mạng tháng Tám thành công, Sỹ Tiến nhận chỉ thị của Trần Huy Liệu (lúc đó bộ trưởng Bộ Tuyên truyền) vào tham gia văn hóa cứu quốc Nghệ An và lập đoàn kịch Hoàn chân Độc lập. Con đường nghệ thuật của ông đã có một bước thay đổi rõ rệt. Với vốn từ ngữ dồi dào và sự hiểu biết lịch sử một cách sâu sắc, Sỹ Tiến là người đầu tiên đã đưa quốc sử Việt Nam lên sân khấu cải lương. Ông đã từ bỏ những vở ca kịch lịch sử trữ tình vốn là sở trường của ông để đi đầu trong việc đưa tư tưởng cách mạng vào nội dung vở diễn hoặc trực tiếp viết về đề tài cách mạng, đưa hiện thực cách mạng lên sân khấu cải lương trong các vở diễn Tôi – Không ánh sáng, Dựng cờ độc lập, Trưng Vương khởi nghĩa, Huyền Trân công chúa, Đô Lương khởi nghĩa, Phạm Hồng Thái giai đoạn 1945 đến 1955. Ông còn là người sáng lập, đạo diễn chủ chốt và duy nhất cho đoàn cải lương Kim Khôi. Ngoài ra ông còn tham gia dàn dựng nhiều vở của các ban, gánh, đoàn cải lương Hà Nội thời kỳ trước 1945. Sau đó, ông tham gia đoàn Tố Như với nhiều trọng trách từ soạn giả, đến công việc của đạo diễn, diễn viên và cả người phụ trách.
Khi kháng chiến nổ ra ở miền Nam, ông để đoàn hát và vợ con ở lại Nghệ An, còn ông tập hợp một số bạn bè vào miền Nam, lập Đoàn kịch xung phong tuyên truyền kháng chiến miền Nam. Cả đoàn suýt chết ở Củng Sơn rồi bị tan rã. Số người còn lại vượt Bạch Mã, xuyên rừng ra Bắc. Sỹ Tiến lại tập hợp các anh em nghệ sĩ thủ đô tản cư ở mọi nơi lập đoàn mới và đi lưu diễn trên khắp nẻo dường đất nước, từ kháng chiến Thanh Hóa, Ninh Bình, đến Hà Nam, Hưng Yên, Thái Bình.
Năm 1952, ông tham gia những hoạt động chống Pháp trong nội thành Hà Nội. Trong giai đoạn này ông vẫn viết vở, làm đạo diễn cho một số đoàn, nhưng chủ yếu là viết báo. Ông là một ký giả sân khấu với ngòi bút sắc sảo, bởi là một nghệ sĩ cải lương viết về sân khấu là viết về tình yêu nước, đả kích lũ tay sai cho thực dân. Bên cạnh đó, những bài viết của ông còn đậm chất nhân văn, khát vọng về cái đẹp, lòng bác ái trước thân phận cùng khổ.
Sau trận Điện Biên Phủ, Sỹ Tiến được triệu tập ra học lớp chuẩn bị tiếp quản thủ đô. Tháng 10 năm 1954, vở đầu tiên viết về đề tài công nhân Giành ánh sáng tự do Sỹ Tiến viết cũng là vở kịch đầu tiên diễn trên sân khấu Hà Nội sau ngày giải phóng. Tác phẩm này đã được Hội Nghệ sĩ Sân khấu Việt Nam bình chọn là một trong 100 vở hay nhất. Tờ báo L’ Humanité (Nhân đạo) của cơ quan Trung ương Đảng Cộng sản Pháp số ra ngày 9 tháng 5 năm 1955 đã giới thiệu về Sỹ Tiến và vở diễn này và đã ví nó như vở Mặt trời là của chúng tôi, Tổ quốc khi phát xít chiếm đóng Paris của Pháp. Vở kịch lấy đề tài trong cuộc đấu tranh của anh em công nhân nhà máy điện Yên Phụ chống lại âm mưu phá hoại máy móc và quyến rũ công nhân di cư của chủ sở. Sỹ Tiến sáng lập ra Đoàn Tiếng Chuông Vàng Thủ đô, tiền thân của nhà hát cải lương Hà Nội đồng thời những vở diễn mà Sỹ Tiến dàn dựng cũng như làm soạn giả đã trở thành kinh điển mẫu mực của nhà hát.
Trong giai đoạn miền Bắc tiến lên xây dựng Chủ nghĩa xã hội, Sỹ Tiến trở lại soạn ca kịch phục vụ đường lối khai thác vốn dân tộc trong nghệ thuật. Sau năm 1954, ông được bầu làm Liên đoàn trưởng liên đoàn Ca kịch Thủ đô, ủy viên Ban chấp hành hội Liên hiệp văn học nghệ thuật Việt Nam, ủy viên Ban chấp hành hội Đoàn kết Á Phi, Ban trị sự câu lạc bộ Đoàn kết. Đến năm 1957, ông là hội viên sáng lập Hội Nghệ sĩ Sân khấu Việt Nam và Hội Nhà văn Việt Nam. Tuy vậy, ông lại cùng vợ con ở trong một căn gác hai chật chội ở số 24 Lương Ngọc Quyến, Hà Nội. Khi được chu cấp một căn nhà, ông cũng lại nhường cho người khác. Từ năm 1962, ông bị mắc bệnh phổi và bệnh gan cũng như bệnh đau dạ dày nặng, một bệnh nghề nghiệp sau những vai diễn để đời.
Do gia đình có đến 8 người con và những đứa cháu nghèo phải nuôi, nên khi đã lớn tuổi ông vẫn đi diễn đều đặn. Những vai diễn Tống Nhân Tông (trong vở Tống Nhân Tông tra án Quý Phi), Ngũ Tử Tư, Quan Công, Chu Du hay An Lộc Sơn là các vai diễn thành công không ai sánh kịp. Có lần, khi diễn vai Chu Du, nhằm thu hút khán giả đến rạp, được sự chỉ dẫn của một thầy lang người Hoa, trước đêm diễn buổi chiều ông phải nhịn ăn rồi uống 2 lít thuốc Bắc cộng với phẩm màu mà ông đã đun từ trước để làm máu giả. Đến khi diễn, vừa hát vừa thể hiện hiện vũ đạo, ông diễn cảnh 3 lần thổ huyết, máu phun 3 lần khác nhau, lần cuối phun như vòi rồng làm đỏ cả phục trang bạn diễn, bắn xuống cả khán đài. Màn biểu diễn này, trong giới sân khấu cả nước chỉ mình ông làm được, ông đã thực sự quặn thắt ruột gan vận hơi, điều khí để có được một màn trình diễn đẹp mắt và hiệu quả.
Từ năm 1964, Sỹ Tiến là chuyên viên nghiên cứu nghệ thuật sân khấu ở Viện Nghệ thuật. Ông đã cùng biên soạn cuốn Nhà soạn kịch cải lương Trần Hữu Trang, Hướng dẫn sử dụng nhạc cụ dân tộc và tự viết Tìm hiểu nghệ thuật sân khấu thủ đô Hà Nội, Lịch sử cải lương và công trình còn dang dở 30 năm sân khấu cải lương xã hội chủ nghĩa. Năm 1976, ông được cử vào Thành phố Hồ Chí Minh làm thanh tra văn hóa. Ông nghỉ hưu từ năm 1979.
Sỹ Tiến đã viết gần 100 kịch bản sân khấu. Ngoài ra, ông còn lá tác giả của hàng chục công trình nghiên cứu các lĩnh vực tuồng, chèo, cải lương, giáo trình hướng dẫn sử dụng nhạc cụ dân tộc của sân khấu kịch hát dân tộc khiến ông được coi là người đầu tiên nghiên cứu và viết giáo khoa thư - nền tảng của Cải lương học.
Cuối đời, do bị chứng huyết áp cao và tai biến, ông mất vào ngày 17 tháng 11 năm 1982.

## Vinh danh
Ngày 22 tháng 11 năm 1982, Sỹ Tiến được nhà nước Việt Nam tặng thưởng Huân chương Lao động hạng Nhì. Năm 1984, ông được truy tặng danh hiệu Nghệ sĩ Nhân dân trong đợt phong tặng đầu tiên, ông cũng là nghệ sĩ cải lương miền Bắc đầu tiên nhận được danh hiệu này. Năm 2012, ông được truy tặng Giải thưởng Hồ Chí Minh về lĩnh vực Văn học – Nghệ thuật, do con cái sống ở nước ngoài và Thành phố Hồ Chí Minh nên việc làm hồ sơ chậm, nên sau khi qua đời 30 năm ông mới được tôn vinh.
Nhân dịp hội thảo kỷ niệm 170 năm ngày sinh Đào Tấn tổ chức ngày 20 tháng 8 năm 2015, Sỹ Tiến đã được truy tặng Giải thưởng Đào Tấn.

## Gia đình
Vợ Sỹ Tiến cũng là nghệ sĩ cải lương: Khánh Hợi (1922 - 2022) là nữ nghệ sĩ cải lương cao tuổi nhất Việt Nam. Một trong những người con của ông là nữ danh ca Lệ Quyên.